# Neuspeuteren

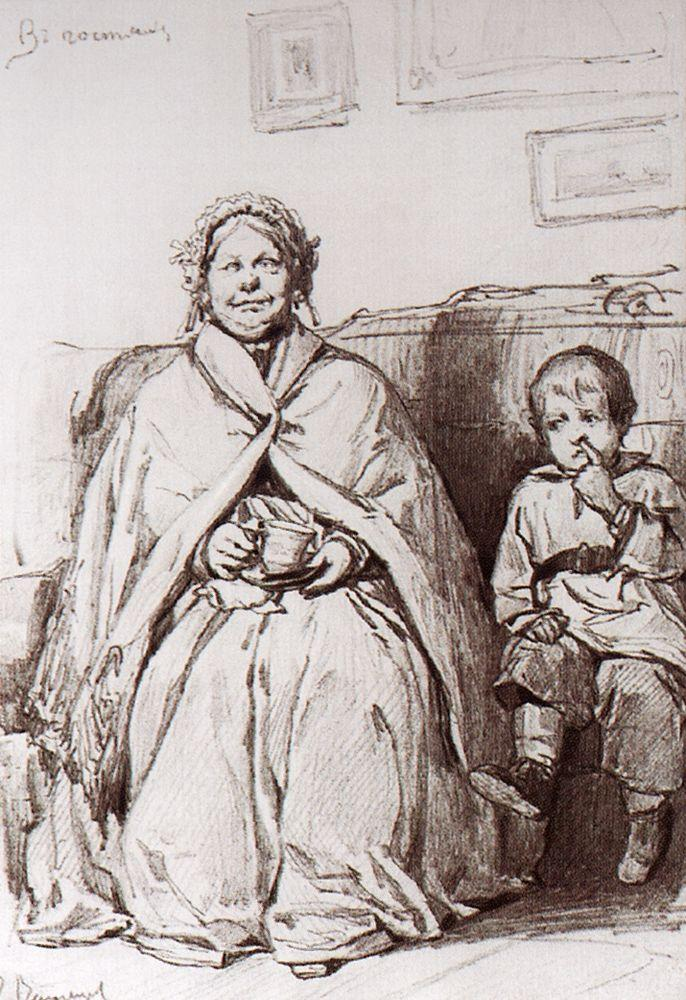
Neuspeuteren in de kunst, door Viktor Vasnetsov (1848-192

Neuspeuteren is het verwijderen van neusslijm of corpora aliena uit de neus met behulp van een vinger. Een wetenschappelijke naam is rinotillexe, dwangmatig neuspeuteren heet rinotillexomanie. 
In de neus peuteren wordt door mensen en andere primaten bedreven. Neuspeuteren dient om slijmresten uit de neus te verwijderen. Soms is dit noodzakelijk omdat het verwijderen door snuiven of snuiten niet lukt.

## Negatieve gevolgen
Frequent neuspeuteren kan schade toebrengen aan de neus, in het bijzonder aan de vele haarvaten die binnenin dit orgaan aan de oppervlakte komen. Soms leidt het tot een bloedneus. Ook kan het infecties veroorzaken. Het wordt dan ook dikwijls afgeraden en wordt gebruik van (wegwerp)zakdoekjes geadviseerd.

## Positieve gevolgen
Anderen wijzen juist op het feit dat het om een natuurlijke gewoonte gaat en dat het opeten van neusslijm het immuunsysteem van de mens versterkt. De binnenkant van de neus is bekleed met een slijmvlies en duizenden trilhaartjes die stof en ziektekiemen uit de lucht vangen. Het slijmvlies inactiveert ziektekiemen, maar doodt ze niet helemaal. Bij het opeten van snot maakt het immuunsysteem kennis met een verzwakte ziekteverwerker waardoor het lichaam specifieke weerstand opbouwt.

## Taboe
Hoewel het een zeer algemene gewoonte betreft, geldt neuspeuteren in sommige culturen als een licht taboe. Het wordt doorgaans als onbeleefd gezien. De gewoonte wordt vooral met kinderen geassocieerd; vaak wordt er een verwijzing naar gemaakt in kinderliteratuur. Het opeten van verwijderd neusslijm, mucofagie genoemd, is een veel zwaarder taboe en wordt algemeen als zeer onfatsoenlijk gezien.
amylofagie (zetmeel) · coprofagie (ontlasting) · urofagie (urine) · geofagie (aarde, zand, klei of kalk) · hylofagie (glas) · mucofagie (slijm) · pagofagie (sneeuw of ijs) · trichofagie (haar of wol) · xylofagie (hout of papier)